# Ludovico Micara
Ludovico Micara (né le 12 octobre 1775 à Frascati, dans l'actuelle province de Rome, dans région du Latium, alors dans les États pontificaux et mort le 24 mai 1847 à Rome) est un cardinal italien du XIXe siècle.  Il est membre de l'ordre des frères mineurs capucins.

## Biographie
Il entre dans l'ordre des frères mineurs capucins en 1793 au couvent de Frascati. Il est élu provincial de son ordre à Rome en 1819 et devient ministre de son ordre en 1824.
Le pape Léon XII le crée cardinal in pectore lors du consistoire du 20 décembre 1824. Sa création est publiée en 1826. 
Le cardinal Micara participe au conclave de 1829, lors duquel Pie VIII est élu pape, puis à ceux de 1830-1831 (élection de Grégoire XVI) et de 1846 (élection de Pie IX). Il est nommé évêque de Frascati en 1837.
Ludovico Micara est préfet de la Congrégation des rites en 1843-1844. Avec sa nomination de cardinal-évêque d'Ostie en 1844, il devient doyen du Collège des cardinaux primus inter pares.